# Robur Tiboni Urbino Volley 2009-2010
Questa voce raccoglie le informazioni riguardanti la Robur Tiboni Urbino Volley nelle competizioni ufficiali della stagione 2009-2010.

## Organigramma societario
Area direttiva
- Presidente: Giancarlo Sacchi

Area tecnica
- Allenatore: François Salvagni
- Allenatore in seconda: Tommaso Barbato
- Assistente allenatore: Emmanuel Corpolongo
- Addetto statistiche: Fabio Tisci

Area sanitaria
- Medico: Enrico Recupero
- Fisioterapista: Michele Grassi
- Preparatore atletico: Simone Mencaccini

## Rosa
| N° | Nome                   | Ruolo | Data di nascita   | Nazionalità sportiva |
| -- | ---------------------- | ----- | ----------------- | -------------------- |
| 2  | Iuliana Nucu           | C     | 4 ottobre 1980    | Romania              |
| 3  | Marta Bechis           | P     | 4 settembre 1989  | Italia               |
| 4  | Aneta Havlíčková       | O     | 3 luglio 1987     | Rep. Ceca            |
| 6  | Elena Butnaru          | C     | 24 agosto 1975    | Romania              |
| 7  | Valdonė Petrauskaitė   | S     | 24 agosto 1984    | Lituania             |
| 8  | Giulia Leonardi        | L     | 1º dicembre 1987  | Italia               |
| 9  | Chiara Di Iulio        | S     | 5 maggio 1985     | Italia               |
| 10 | Marta Galeotti         | P     | 27 settembre 1984 | Italia               |
| 12 | Marianna Masoni        | S     | 25 marzo 1986     | Italia               |
| 13 | Giulia Rastelli        | L     | 1º marzo 1990     | Italia               |
| 15 | María Isabel Fernández | C     | 6 settembre 1982  | Spagna               |